# Щербини (Україна)
Щерби́ни — село в Україні, в Оліївській сільській територіальній громаді Житомирського району Житомирської області. Населення становить 177 осіб (2001).

## Історія
У 1923—54 роках — адміністративний центр колишньої Щербинівської сільської ради Черняхівського району.

## Населення

### Мова
Розподіл населення за рідною мовою за даними перепису 2001 року:
| Мова       | Кількість | Відсоток |
| ---------- | --------- | -------- |
| українська | 174       | 98.31%   |
| російська  | 3         | 1.69%    |
| Усього     | 177       | 100%     |

## Галерея

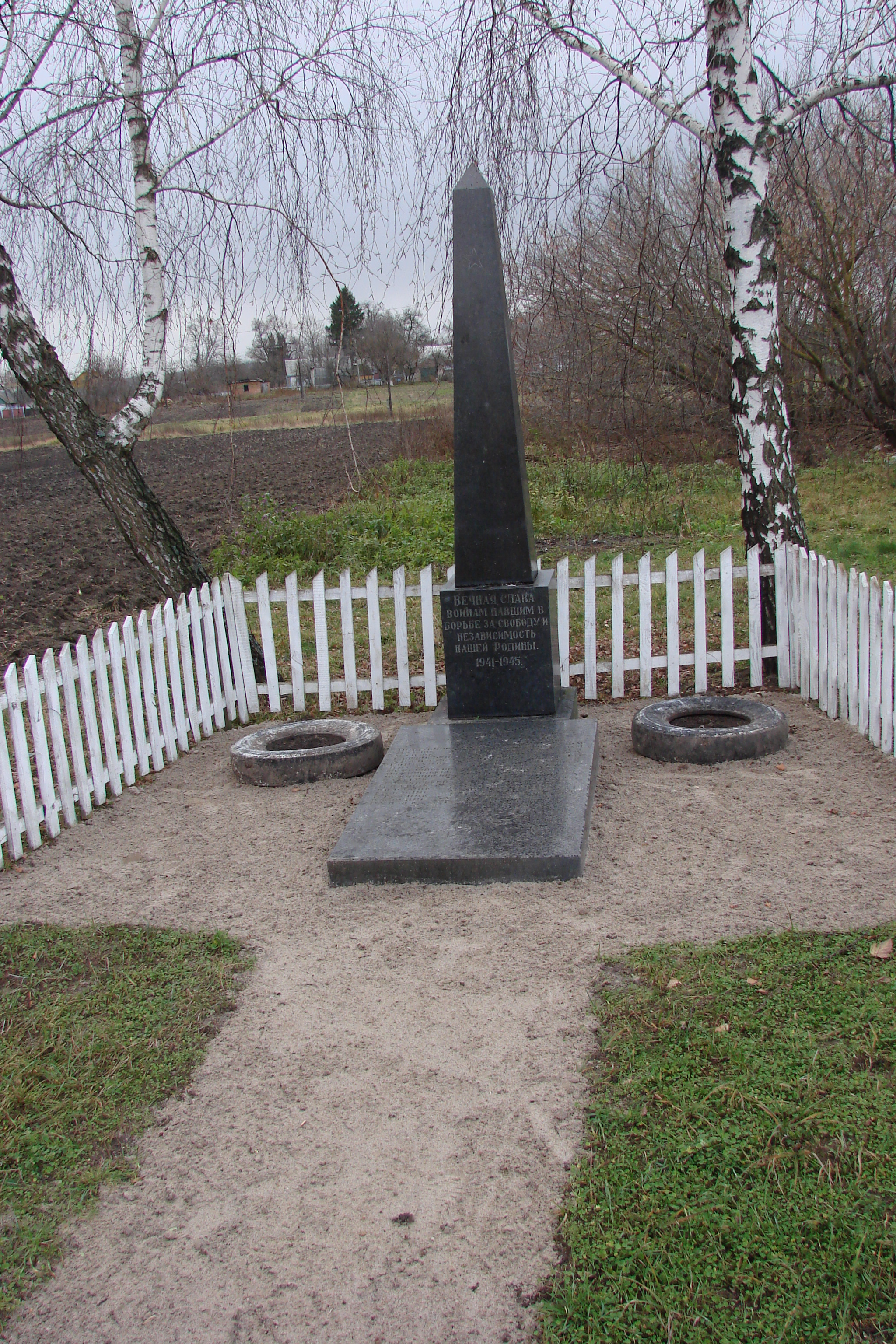
Братська могила радянських воїнів